# The Eternal Question
The Eternal Question er en amerikansk stumfilm fra 1916 af Burton L. King.

## Medvirkende
- Olga Petrova som Bianca.
- Mahlon Hamilton som Ralph Courtland.
- Arthur Hoops.
- Warner Oland som Pierre Felix.
- Edward Martindel som Allen Tait.